# Frank Lienert-Mondanelli

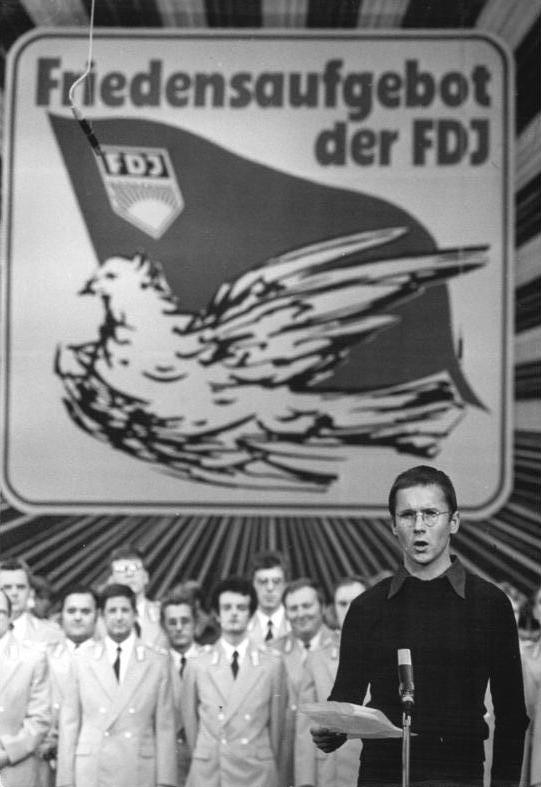
Frank Lienert-Mondanelli (rechts) auf der Kulturkonferenz in Leipzig im Jahr 1982

Frank Lienert-Mondanelli (* 1955 in Wolfen; gebürtig Frank Lienert) ist ein deutscher Schauspieler, Synchronsprecher und Regisseur.

## Leben
Frank Lienert wuchs in Bitterfeld und Leipzig auf. Er war der Sohn eines Bergmanns und einer Schreibkraft. Von 1976 bis 1979 studierte er an der Hochschule für Schauspielkunst Ernst Busch, worauf sich mehrjährige Engagements am Maxim-Gorki-Theater und Deutschen Theater in Berlin (1982–1992) anschlossen. In den Jahren 1987 bis 1992 war er Lehrer an der Berliner Schauspielschule und leitete erste eigene Regieprojekte. Ab 1992 war er erst als freier Regisseur und seit 1998 als Künstlerischer Leiter bei der Neuen Bühne Senftenberg tätig. Anschließend war er von 2000 bis 2006 Schauspieldirektor am Landestheater Altenburg-Gera.
Von 2008 bis 2020 gehörte Frank Lienert-Mondanelli nach Einladung des Intendanten Axel Vornam zum festen Ensemble des Heilbronner Theaters. Dort spielte er unter anderem die Hauptrollen in Nathan der Weise, Don Quijote und Der Geizige, auch kamen Soloabende wie Der Zauberlehrling und Reineke Fuchs mit ihm zur Aufführung. Er wurde mehrfach mit dem Kilianpreis des Theatervereins Heilbronn ausgezeichnet, zuletzt erhielt er 2020 den Ehren-Kilian für sein „Heilbronner Lebenswerk“.

## Filmografie
- 1978: Clavigo (TV-Studioaufzeichnung)
- 1980: Polizeiruf 110: Zeuge gesucht (Fernsehreihe)
- 1981: Polizeiruf 110: Der Schweigsame
- 1982: Familie Rechlin (TV-Zweiteiler)
- 1983: Polizeiruf 110: Der Selbstbetrug
- 1983: Martin Luther
- 1984: Drei Schwestern (Fernsehfilm)
- 1986: Das Buschgespenst
- 1987: Der Freischütz in Berlin
- 1987: Wallenstein (Fernsehaufzeichnung)
- 1989: Ich, Thomas Müntzer, Sichel Gottes
- 1992: Begräbnis einer Gräfin (Fernsehfilm)
- 1993: Adamski
- 1994: Das Versprechen
- 1999: Kleingeld
- 2007: Ein verlockendes Angebot
- 2008: Der Mond und andere Liebhaber

## Theater
- 1984: Friedrich Schiller: Wallenstein (Max Piccolomini) – Regie: Friedo Solter (Deutsches Theater Berlin)
- 1984: Heinar Kipphardt: Bruder Eichmann (Verhörspezialist) – Regie: Alexander Stillmark (Deutsches Theater Berlin)
- 1985: William Shakespeare: Der Kaufmann von Venedig (Lorenzo) – Regie: Thomas Langhoff (Deutsches Theater Berlin)
- 1985: Johannes R. Becher: Winterschlacht (Panzersoldat) – Regie: Alexander Lang (Deutsches Theater Berlin)
- 1985: Pedro Calderón de la Barca: Das Leben ist Traum (Clarin) – Regie: Friedo Solter (Deutsches Theater Berlin)
- 1988: Heiner Müller: Der Lohndrücker (Kolbe) – Regie: Heiner Müller (Deutsches Theater Berlin)
- 1991: William Shakespeare/Heiner Müller: Hamlet/Maschine (Rosencrantz) – Regie: Heiner Müller (Deutsches Theater Berlin)

## Theater (Regie)
- 1989: Heiner Müller: Die Wolokolamsker Chaussee (Theaterwürfel zu Gast im Jugendklub „Jo Jo“ Berlin)

## Hörspiel (Auswahl)
- 1981: Theodor Storm: Das Puppenspiel – Regie: Norbert Speer (Kinderhörspiel frei nach Vorlage Pole Poppenspäler – Rundfunk der DDR)
- 1982: Dieter Mucke: Der Kuckuck und die Katze (Gesang: Katze, Sperlinge, Nachtigall) – Regie: Karin Lorenz (Kinderhörspiel – Litera)
- 1982: Brüder Grimm: Das singende springende Löweneckerchen (Löwe, Prinz) – Regie: Jürgen Schmidt (Kinderhörspiel – Litera)
- 1984: Albert Wendt: Vogelkopp – Regie: Norbert Speer (Kinderhörspiel – Rundfunk der DDR)
- 1984: Brüder Grimm: Der Teufel mit den drei goldenen Haaren (Hans) – Regie: Maritta Hübner (Kinderhörspiel – Litera)
- 1986: Hans Christian Andersen: Des Kaisers neue Kleider (Ausrufer, Knecht) – Regie: Dieter Scharfenberg (Kinderhörspiel – Litera)
- 1987: Bodo Schulenburg: Das Kälbchen und die Schwalbe (Sekretär) – Regie: Manfred Täubert (Kinderhörspiel – Rundfunk der DDR)
- 1987: Karl May: Die Schlacht in der Mapimi (Winnetou, Häuptling der Apachen) – Regie: Jürgen Schmidt (Kinderhörspiel – Litera)
- 1987: Andreas Scheinert: Des Teufels Triller (Teufel Ottofritz) – Regie: Andreas Scheinert (Hörspiel – Litera)
- 1988: Hans Christian Andersen: Die kleine Seejungfrau (Prinz Tarun) – Regie: Werner Buhss (Kinderhörspiel – Litera)

## Auszeichnungen
- 1979: Kritikerpreis der Berliner Zeitung im Kollektiv für den Urfaust gemeinsam mit Herbert Sand und Katrin Knappe.[3]